# Coba Ritsema
Jacoba Johanna (Coba) Ritsema (Haarlem, 26 juni 1876 – Amsterdam, 13 december 1961) was een Nederlands kunstschilderes.
Ritsema, dochter van boekdrukker en lithograaf Coenraad Ritsema en Jannetje Moulijn, volgde in Haarlem de School voor Kunstnijverheid en studeerde vervolgens aan de Rijksakademie van beeldende kunsten te Amsterdam.
Ritsema werkte later samen met haar broer Jacob in een atelier in Haarlem en vervolgens in een atelier aan het Singel in Amsterdam. Ze hoopte hier les te kunnen krijgen van Floris Verster en Thérèse Schwartze, maar zonder succes. Reden hiervoor was dat beide kunstenaars vonden dat zij al een eigen stijl had ontwikkeld. Ritsema was een succesvol kunstenares. Op de Wereldtentoonstelling van 1910 in Brussel ontving ze een bronzen medaille.
Samen met acht andere bevriende kunstenaressen richtte zij een kunstenaarsvereniging op, die door de kunstcriticus Albert Plasschaert als de Amsterdamse Joffers werd geïntroduceerd. De groep kunstenaressen droeg in belangrijke mate bij tot de acceptatie van vrouwen in de kunst in die tijd.
De Joffers kwamen wekelijks bijeen om te schilderen en exposeerden ook gezamenlijk. Tot de Amsterdamse Joffers behoorden, naast Coba Ritsema, Lizzy Ansingh (1875-1959), Marie van Regteren Altena (1868-1958), Nelly Bodenheim (1874-1951), Jo Bauer-Stumpff (1873-1964), Jacoba Surie (1879-1970), Ans van den Berg (1873-1942) en Betsy Westendorp-Osieck (1880-1968).
Lizzy Ansingh · Jo Bauer-Stumpff · Ans van den Berg (kunstenares) · Nelly Bodenheim · Marie van Regteren Altena · Coba Ritsema · Jacoba Surie · Betsy Westendorp-Osieck
- Biografisch Portaal: 28626045
- Stuttgart Database of Scientific Illustrators 1450–1950: 10255
- International Standard Name Identifier: 0000 0003 8986 3971
- Library of Congress Control Number: no2017045384
- RKD-Nederlands Instituut voor Kunstgeschiedenis: 89871
- Union List of Artist Names: 500069425
- Virtual International Authority File: 96164063
- WorldCat: E39PBJmHFWxqTPd6VphhKYqG73